# سیارک ۲۰۲۳۷۳
سیارک ۲۰۲۳۷۳ (به انگلیسی: 202373 Ubuntu، نامگذاری:2005EW302)۲۰۲۳۷۳مین سیارک کشف شده‌است که در ۱۱ مارس ۲۰۰۵ کشف شد.